# New Boston (New Hampshire)
Pour les articles homonymes, voir New Boston.
New Boston est une municipalité américaine située dans le comté de Hillsborough au New Hampshire. Selon le recensement de 2010, sa population est de 5 321 habitants.

## Géographie
La municipalité s'étend sur 43,21 milles carrés (111,91 km2), dont 0,37 milles carrés (0,96 km2) d'étendues d'eau.

## Histoire
En 1736, le territoire de la localité est donné à des soldats ayant combattu au Canada en 1690 et leurs descendants. D'abord appelée Lanestown ou Piscataquog Township, la ville adopte officiellement le nom de New Boston lorsqu'elle devient une municipalité en 1763.

## Démographie
La population de New Boston est estimée à 5 576 habitants au 1er juillet 2016.
Le revenu par habitant était en moyenne de 41 684 dollars par an entre 2012 et 2016, au-dessus de la moyenne du New Hampshire (35 264 dollars) et de la moyenne nationale (29 829 dollars). Sur cette même période, 1,4 % des habitants de New Boston vivaient sous le seuil de pauvreté (contre 7,3 % dans l'État et 12,7 % à l'échelle des États-Unis).